# Catherine Laborde
Catherine Laborde (Burdeos, Gironda, Francia; 8 de mayo de 1951 - Isla de Yeu, Vandea, Francia; 28 de enero de 2025) fue una presentadora del tiempo, escritora y actriz francesa, que trabajó durante casi treinta años en TF1. 

## Biografía y carrera
Laborde nació en Bordeaux en 1951. Su padre era profesor de inglés, mientras que su madre era originaria de España. Tenía una hermana menor, la periodista Françoise Laborde. Como estudiante, obtuvo un máster en inglés mientras estudiaba en el Conservatoire d'Art Dramatique de Burdeos, y luego «ascendió» a París.
En 1988, TF1 buscaba una nueva presentadora del tiempo. Su hermana Françoise, que en aquel momento dirigía el departamento de economía de TF1, animó a Catherine a presentar su candidatura, y fue contratada como presentadora tras superar una prueba.

### Vida personal y muerte
Fue madre de dos hijas: Gabrielle (n. 1986) y Pia (n. 1990).
En octubre de 2018, Laborde confesó que padecía la enfermedad de Párkinson desde hacía cuatro años, lo que impulso su retiro de la televisión, e incluso la realización de actividades diarias. Dos meses después, aclaró que se trataba de demencia con cuerpos de Lewy.
Laborde falleció el 28 de enero de 2025 a los 73 años de edad, a causa de su enfermedad, rodeada de sus familiares y amigos en Île-d'Yeu, Vendée. Su muerte provocó numerosas reacciones de los medios de comunicación y del ámbito político, incluida una declaración del presidente Emmanuel Macron, quien lamentaba su muerte.
Su funeral tuvo lugar el 6 de febrero en la Iglesia de San Roque (París).

## Publicaciones
- Françoise Laborde (1997). Des sœurs, des mères et des enfants. Éditions Jean-Claude Lattès. ISBN 978-2-7096-1820-5.
- Le mauvais temps n'existe pas. Éditions du Rocher. 26 de mayo de 2005. ISBN 978-2-268-05464-3.
- La douce joie d'être trompée. Éditions Anne Carrière. 14 de febrero de 2007. ISBN 978-2-84337-416-6.
- Maria del Pilar. Éditions Anne Carrière. 8 de abril de 2009. ISBN 978-2-84337-510-1.
- Thomas Stern (3 de febrero de 2010). Si tu ne m'aimes pas, je t'aime. Éditions Flammarion. ISBN 978-2-08-123347-8.
- Les chagrins ont la vie dure: Et si un enfant entrait dans votre vie ?. Éditions Flammarion. 10 de febrero de 2016. ISBN 978-2-08-128051-9.
- Trembler. Plon. 11 de octubre de 2018. ISBN 978-2-259-26529-4.
- Thomas Stern (8 de octubre de 2020). Amour malade: Quand aimer devient aider. Plon. ISBN 978-2-259-30448-1.

## Filmografía

### Cine
- 1974: Les Filles de Malemort de Daniel Daërt
- 1974: Voyage en Grande Tartarie de Jean-Charles Tacchella
- 1975: Cousin, Cousine de Jean-Charles Tacchella
- 1979: Il y a longtemps que je t'aime de Jean-Charles Tacchella
- 1981: Croque la vie de Jean-Charles Tacchella
- 1982: Casting de Arthur Joffé

### Televisión
- 1972: Les Gens de Mogador de Robert Mazoyer
- 1973: La Nuit des lilas
- 1975, 1977: Les Enquêtes du commissaire Maigret
- 1978: Meurtre sur la personne de la mer de Michel Subiela
- 2016: Mission

### Teatro
- 1973: L'Église de Louis-Ferdinand Céline
- 1980:  L'Habilleur de Ronald Harwood
- 2012: Avec le temps
- 2016: Il était une fable

### Doblaje
- 1984: Wingman como la voz de Sophie y Jocelyne
- 1986: Juliette, je t'aime como la voz de Suzanne[12]